# Espace des Marégraphes
L'Espace des Marégraphes est situé rive droite à Rouen, entre les ponts Guillaume-le-Conquérant et Gustave-Flaubert.

## Situation
Inscrit entre deux ponts sur la Seine, il englobe les quais Gaston-Boulet, Boisguilbert et Ferdinand-de-Lesseps. Il est jalonné de huit hangars réhabilités ou reconstruits qui accueillent des sièges de sociétés et des cases commerciales.

## Historique
La mutation des quartiers ouest de Rouen promue par la ville entraine une requalification des quais, liée au déplacement en aval de l'activité portuaire et la volonté de la ville de reconquérir les abords du fleuve.
Pour l'Armada 1999, cet espace est ouvert aux piétons. Une charte d'objectifs est signée le 14 novembre 2000. Les bords de quai sont réaménagés.
Alors qu'un espace était aménagé pour permettre une perspective depuis l'avenue Pasteur vers les quais rive gauche et les grues Picasso installées devant Le 106, la création du Panorama XXL en 2014 est venue combler l'espace avec la construction d'une rotonde, détruite fin 2021 et la création de la friche du panorama XXL sera à l’été 2024.

## Monuments historiques
- Château d'eau-marégraphe (quai de Boisguilbert)
- Château d'eau-marégraphe (quai Ferdinand-de-Lesseps)

## 8 hangars
- Hangar A : réhabilité, il abrite la brasserie La Fabrik ainsi que les locaux de France Bleu Normandie.
- Hangar B : réhabilité, il accueille le bar The Novik's Stadium.
- Hangar C : reconstruit, il abrite le siège de l'agence de l'eau Seine-Normandie.
- Hangar D : réhabilité, le hangar accueille Studio Fitness et la brasserie Au bureau.
- Hangar E : réhabilité, il comprend l’Entrepôt food hall à Rouen.
- Hangar 9 : reconstruit, il abrite la brasserie H9, Laser Game Evolution, le Snooker et Le So.
- Hangar 10 : reconstruit, le hangar qui comprend 3 niveaux accueille Papa Tom, la Centrale des Vins, All Sports Café.
- Hangar 11 : situé auprès du pont Gustave-Flaubert, reconstruit pour France 3 Normandie.

## Stationnement
Un parc de stationnement Rouen Park comprend 575 places.